# Пошта інків
Пошта інків або Служба часкі — державна поштова служба, що існувала в державі інків Тауантінсую. Здійснювалася завдяки численним шляхам та мостам в імперії. Продовжувала функціонувати в часи колонізаторської влади іспанців.
Поштова служба імперії інків була налагоджена за зразком більш ранніх перуанських культур — кур'єрської служби Моче і імперії Чиму. Самі інки значно вдосконалили та розширили ці служби.

## Завдання
Пошта інків не була поштою в сучасному розумінні. Служба часкі діяла в інтересах держави та Сапа Інки, не обслуговувала інтереси пурех, айлью або навіть представників знаті. Основне завдання інкської поштової служби полягала в передачі не стільки адміністративних або економічних даних, а насамперед інформації військового характеру. Дороги, по яких переміщалися з повідомленнями часкі, в першу чергу призначалися для вояків імперії, поштова служба також використовувалася головним чином у військових цілях. Це були 4 імперські магістралі та близько 10 державних шляхів.
Протягом кількох днів, а то й кількох годин, якщо це були населені пункти, що знаходилися недалеко від Куско, кур'єри доставляли зі столиці наказ про мобілізацію, інструкцію із зазначенням, куди й в якому напрямку повинні слідувати відмобілізовані частини. Через часкі прикордонні пости й командири загонів, які охороняли державні кордони, терміново інформували Куско про концентрацію військ на кордонах імперії та навіть про можливість вторгнення ворожих солдатів на територію Тауантінсую.
Поштова служба Тауантінсую також передавала найрізноманітніші повідомлення. В Куско надходила інформація про те, як йдуть справи, як розгортається робота в тих чи інших провінціях, також спрямовували статистичні дані та звіти про виконання громадянами держави своїх податкових зобов'язань. З Куско до провінції та в окремі куточки країни передавалися адміністративні інструкції та вказівки державного, релігійного, економічного характеру.
Через кур'єрську службу інкські намісники-апо на нещодавно приєднаних некечуанських територіях інформували Сапу Інку стосовно можливих повстаннях і бунтах, а також про інші прояви невдоволення. Це давало можливість імперії швидко і своєчасно погасити осередки опору своєї влади шляхом негайного відряджання туди військових частин.

## Організація
Інкська поштова служба нагадувала естафету, що простягнулася на величезні відстані. На дорогах імперії при тамбо (притулки, центри збору) або самі по собі були розташовані поштові пости, що називалися «чукли». Пости знаходилися один від одного на відстані приблизно 2 км. На кожному посту водночас повинні були знаходитися два кур'єри—часкі. Один відпочивав, спав, а інший пильнував й уважно стежив за ділянкою дороги, що проходили через його пост. Як тільки черговий часкі помічав наближення кур'єра, якого було добре видно здалеку — він носив на голові білу начільну пов'язку з пташиного пір'я, він негайно вибігав йому назустріч і забирав послання-повідомлення. Якщо повідомлення було усне, щоб уникнути непорозумінь воно кілька разів повторювалося наступному часкі, що приймав естафету. Після цього новий часкі, запам'ятавши текст повідомлення, біг з ним до наступного поста.
Поштова служба імперії інків функціонувала дуже надійно в будь-яку погоду. Відстань між окремими постами було в цілому невеликим, тому швидкість доставки повідомлень була незбагненно швидкою. Так, від столиці Куско до другої неофіційної столиці імперії — Кіту, відокремлених один від одного відстанню у 2 тисячі км, звістка доходила приблизно через 5 днів.
Мережа поштових постів охоплювали всю територію імперії, починаючи з півдня нинішньої Колумбії до центральної частини теперішньої Республіки Чилі. Організація поштових постів ставилися в обов'язок мешканця тієї громади (айльу), на території якої ці чукли знаходилися.

## За іспанців
Поштова служба функціонувала настільки бездоганно і надійно, що в інків її запозичили іспанські загарбники. Так, єзуїти передавали по естафеті часкі повідомлення зі столиці віцекоролівства Ліми в центр гірського Перу, тобто в Куско, за 3 дні.